# Retje
Retje – wieś w Słowenii, w gminie Loški Potok. W 2018 roku liczyła 380 mieszkańców.